# مایریس بریدیس
مایریس بریدیس (لتونیایی: Mairis Briedis؛ زادهٔ ۱۳ ژانویهٔ ۱۹۸۵) بوکسور اهل لتونی است.